# 清荒神車站
清荒神站（日语：／ Kiyoshikojin eki */?）是位於兵庫縣寶塚市清荒神，屬於阪急電鐵寶塚本線的鐵路車站。車站編號為HK-55。前往清荒神清澄寺拜觀的參謁者常利用本站，而本站也和參拜道相連接。

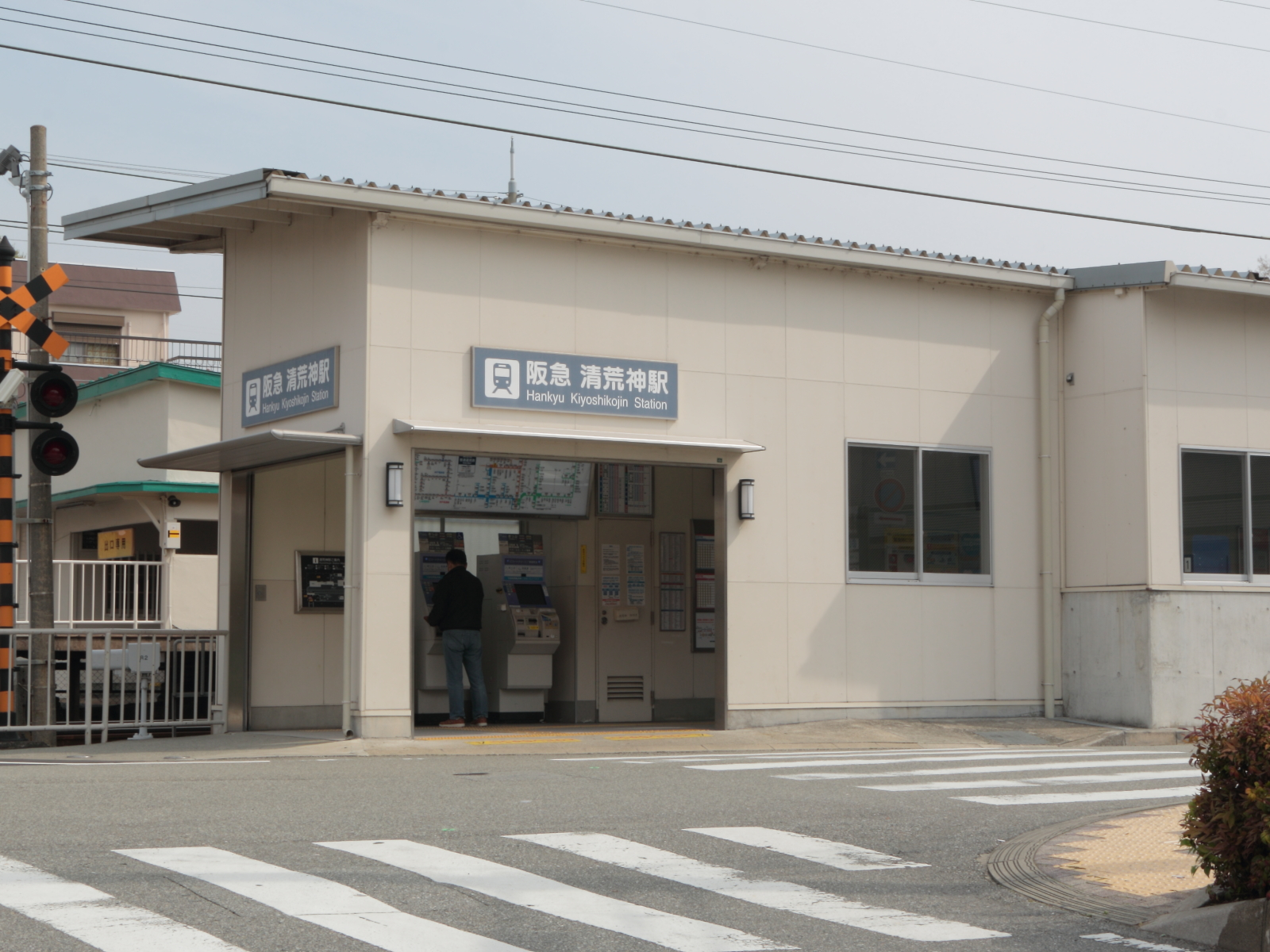
南口(2016年4月)

## 歷史
- 1910年（明治43年）3月10日 - 隨著箕面有馬電氣軌道（日语：箕面有馬電気軌道）（阪急的前身）開通同時開始營運[3]。是阪急最古老的車站之一。
- 2013年（平成25年）12月21日 - 導入車站編號[4][5]。

## 車站構造

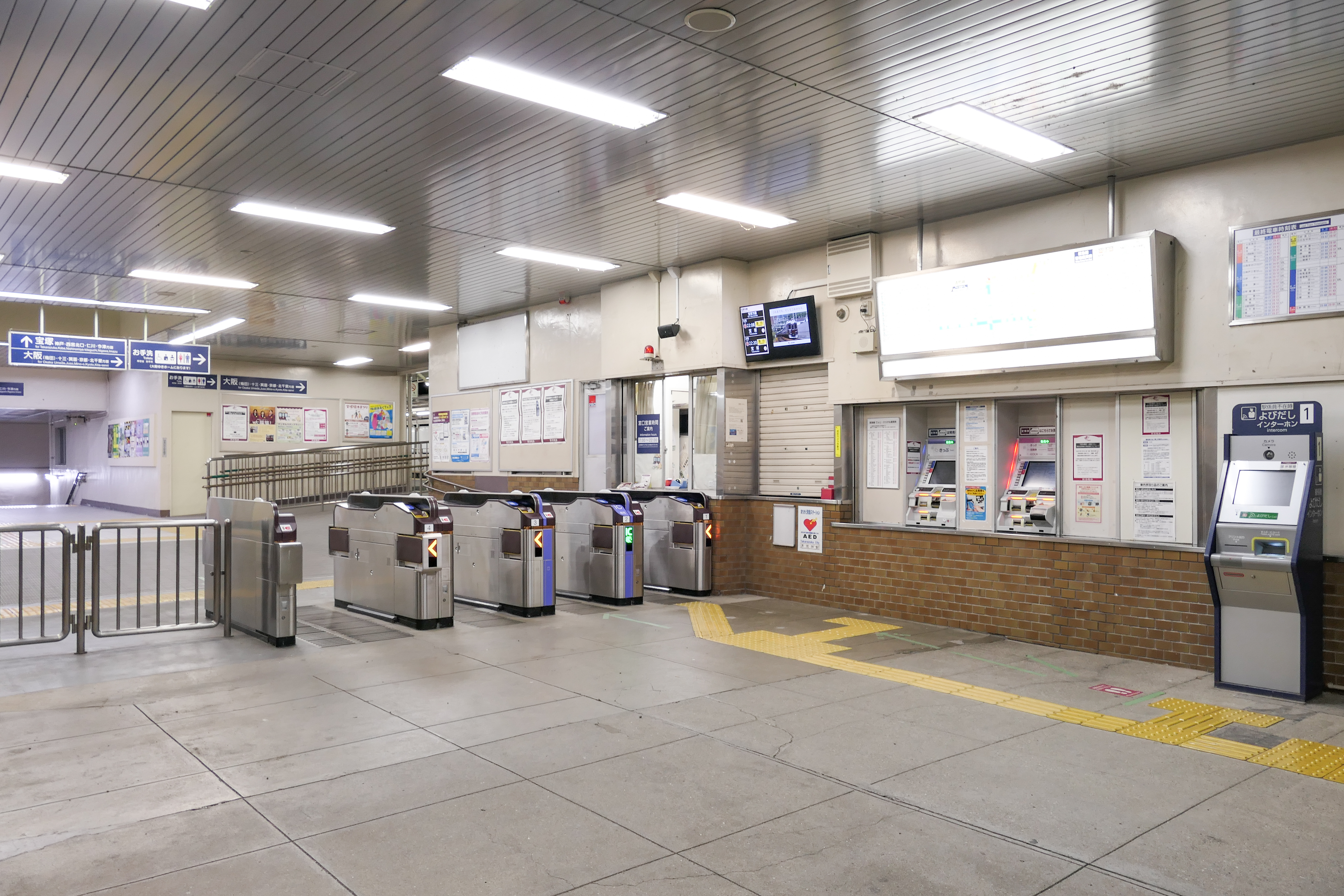
北驗票閘口(2023年9月)

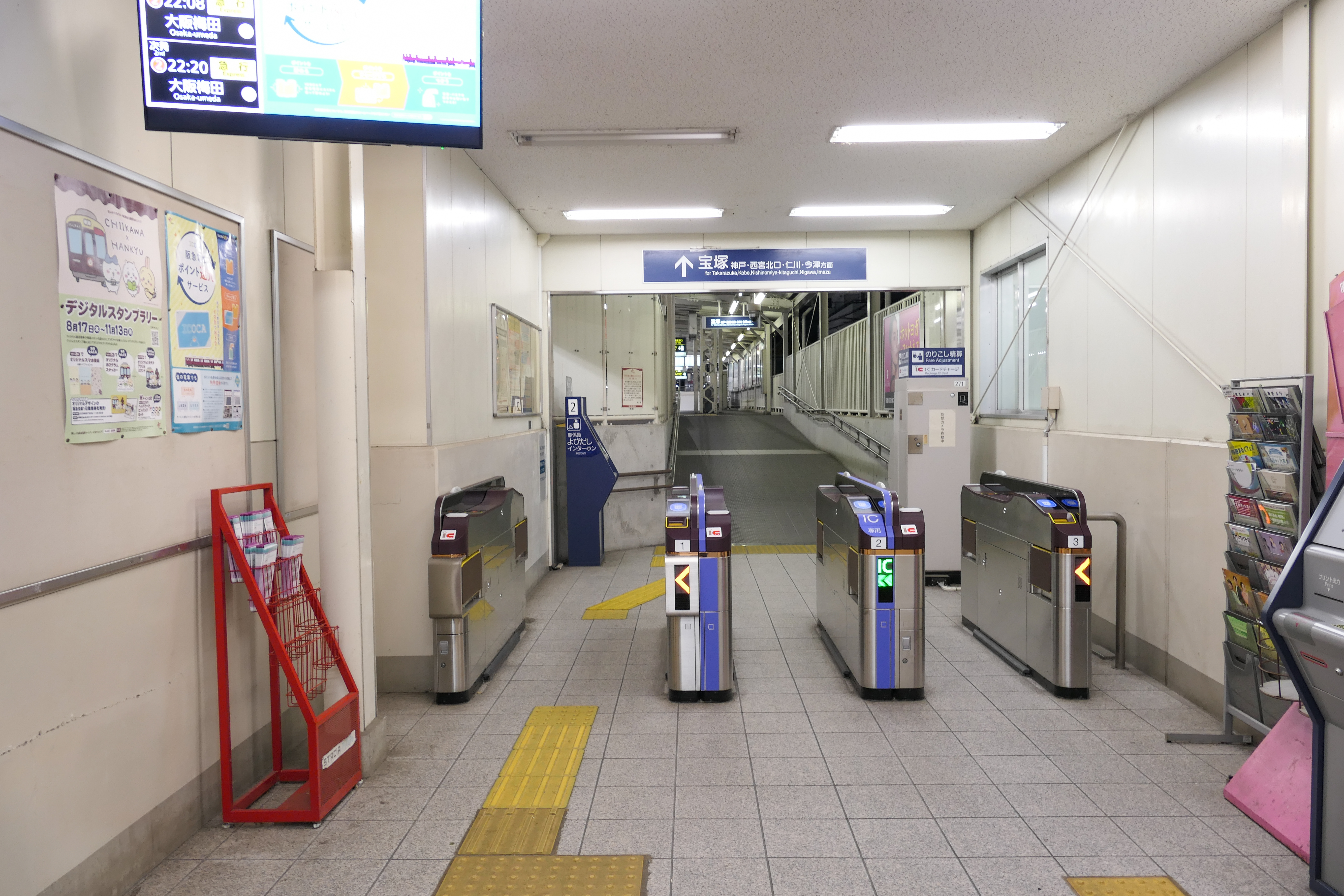
南驗票閘口(2023年9月)

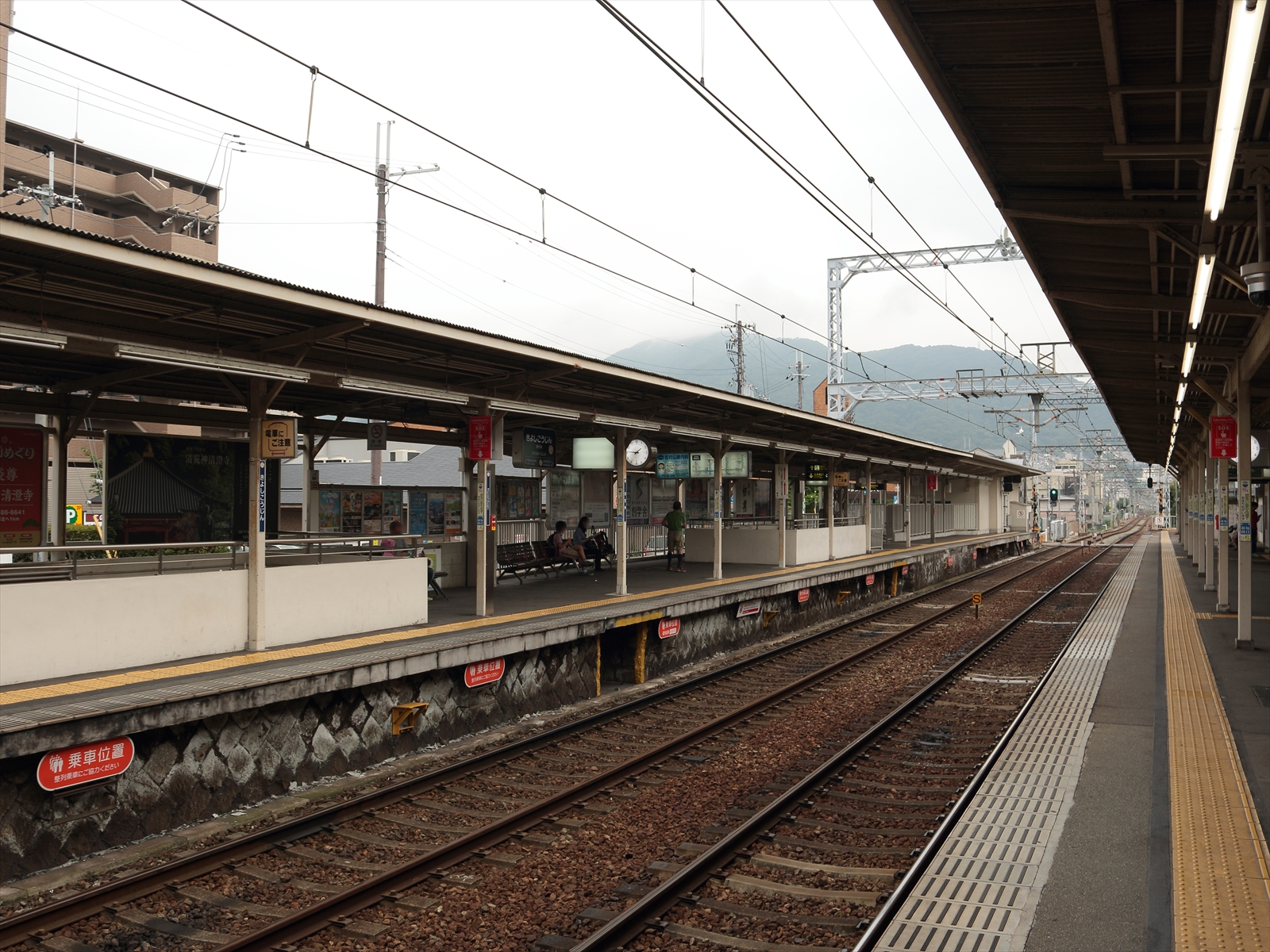
月台(2015年7月)

本站為側式月台2面2線的地面車站。

### 月台配置
| 月台 | 路線     | 方向 | 目的地                                |
| ---- | -------- | ---- | ------------------------------------- |
| 1    | 寶塚本線 | 下行 | 往 寶塚、神戶、仁川、西宮北口、今津   |
| 2    | 寶塚本線 | 上行 | 往 大阪梅田、十三、箕面、京都、北千里 |

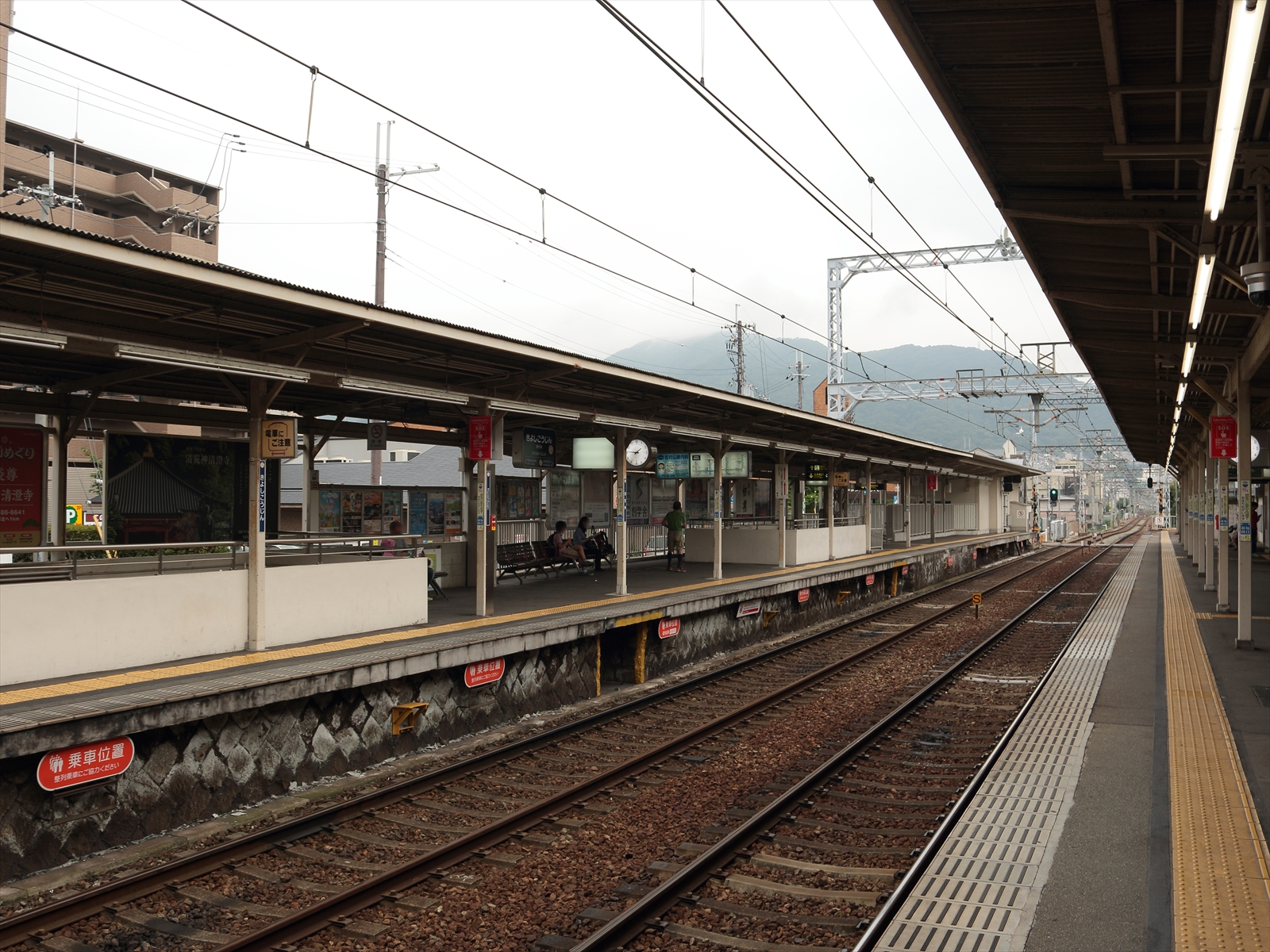
車站月台
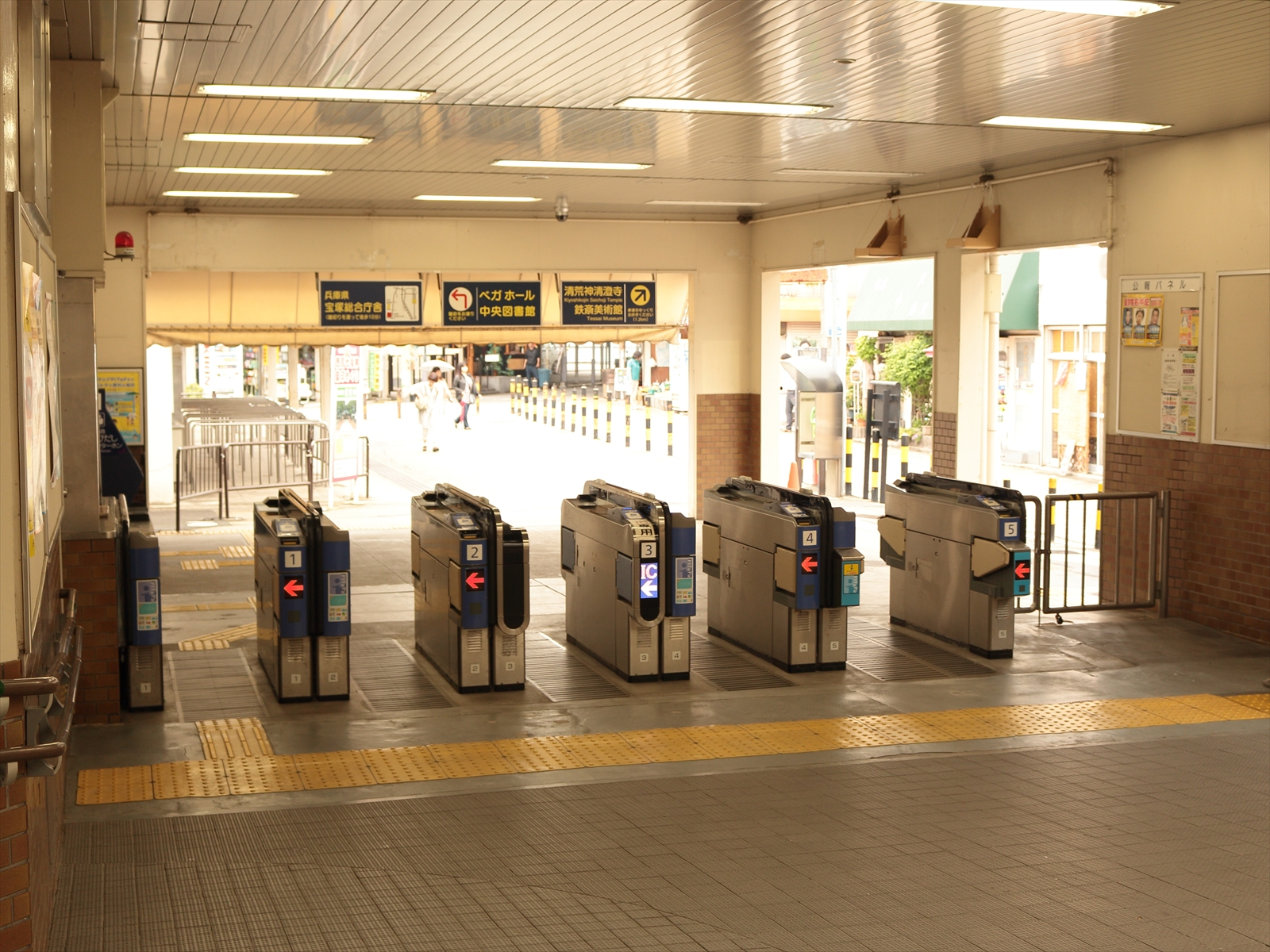
北驗票口
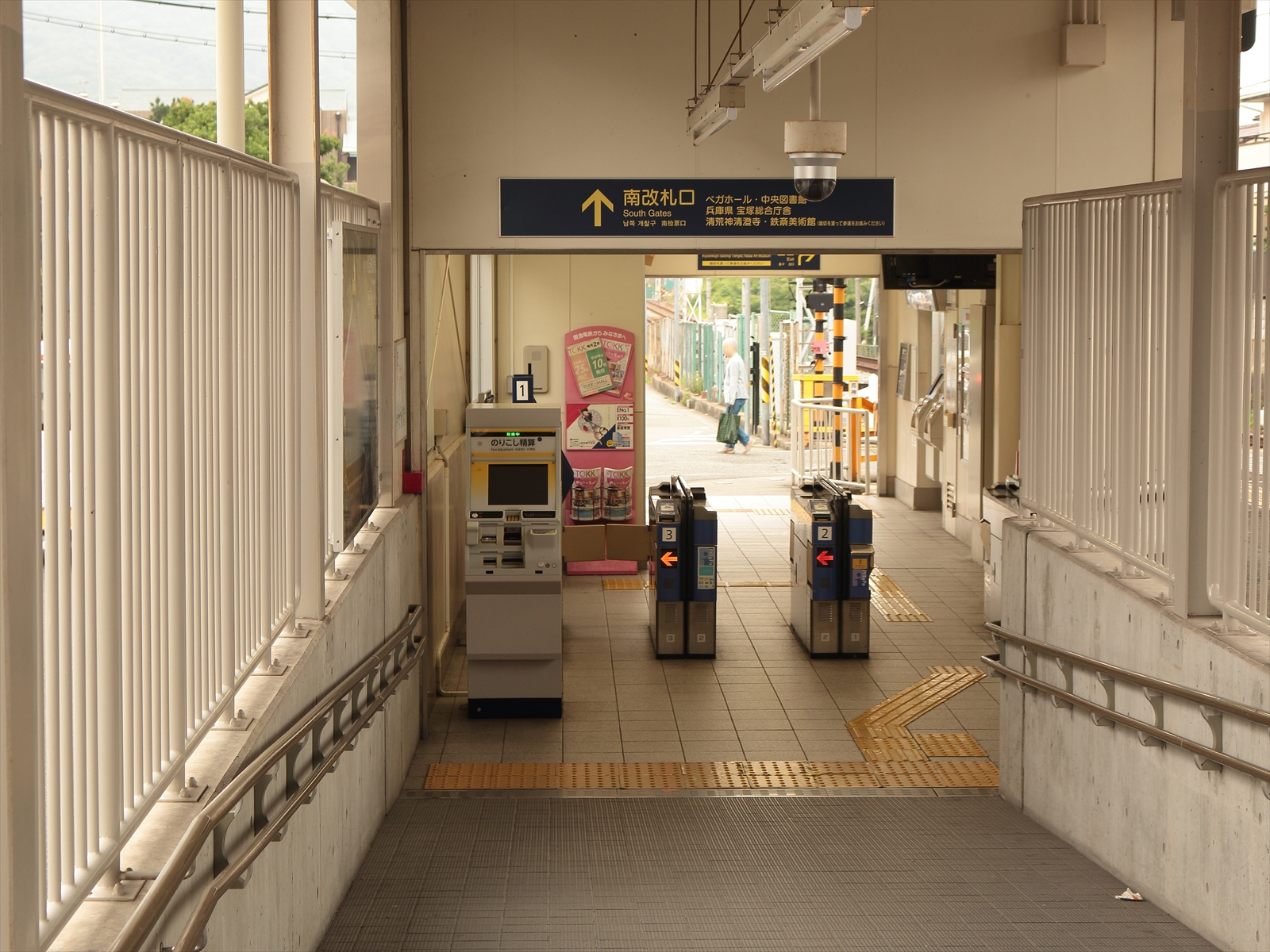
南驗票口

## 使用狀況
2019年（令和元年）的特定日1日上下車人次為8,212人。
各年度特定日1日的上車、上下車人次統計如下表。
| 年度               | 特定日     | 特定日   |
| 年度               | 上下車人次 | 上車人次 |
| ------------------ | ---------- | -------- |
| 1996年（平成08年） | 7,485      | 3,790    |
| 1997年（平成09年） | 8,638      | 4,292    |
| 1998年（平成10年） | 9,171      | 4,546    |
| 1999年（平成11年） | -          | -        |
| 2000年（平成12年） | 8,567      | 4,482    |
| 2001年（平成13年） | 6,858      | 3,551    |
| 2002年（平成14年） | 6,921      | 3,511    |
| 2003年（平成15年） | 5,285      | 2,610    |
| 2004年（平成16年） | 6,756      | 3,408    |
| 2005年（平成17年） | 6,995      | 3,721    |
| 2006年（平成18年） | 6,357      | 3,198    |
| 2007年（平成19年） | 6,638      | 3,373    |
| 2008年（平成20年） | 7,286      | 3,732    |
| 2009年（平成21年） | 6,623      | 3,409    |
| 2010年（平成22年） | 6,974      | 3,565    |
| 2011年（平成23年） | 7,441      | 3,701    |
| 2012年（平成24年） | 7,064      | 3,615    |
| 2013年（平成25年） | 8,183      | 4,170    |
| 2014年（平成26年） | 7,822      | 3,883    |
| 2015年（平成27年） | 8,063      | 4,104    |
| 2016年（平成28年） | 8,138      | 4,140    |
| 2017年（平成29年） | 8,267      | 4,205    |
| 2018年（平成30年） | 8,159      | 4,148    |
| 2019年（令和元年） | 8,212      | 4,176    |

## 車站周邊
- 清荒神清澄寺
- 寶塚市立中央圖書館
- 寶塚市立文化設施Vega Hall
- 寶塚清荒神郵局
- 寶塚旭町郵局
- 寶塚警察署
- 兵庫縣阪神北縣民局寶塚綜合廳舍
- 關西學院初等部

## 相鄰車站
阪急電鐵
 宝塚本線
■急行、■準急、■普通（準急只有往大阪梅田方向運行）
賣布神社（HK-54）－清荒神（HK-55）－寶塚（HK-56）

## 外部連結
- 清荒神 - 阪急電鐵